# NGC 4149
NGC 4149 este o radiogalaxie situată în constelația Ursa Mare. A fost descoperită în 17 aprilie 1789 de către William Herschel. Se află la o distanță de 47,78 de megaparseci de Pământ.